# Ctenuchidia virginalis
Ctenuchidia virginalis là một loài bướm đêm thuộc phân họ Arctiinae, họ Erebidae.